# Víctor Hugo Ávalos
Víctor Hugo Ávalos Acosta (Asunción, 6 novembre 1971 – Asunción, 2 aprile 2009) è stato un calciatore paraguaiano, di ruolo Centrocampista.